# 豪爾赫·布里茲·阿布拉拉赫
豪爾赫·布里茲·阿布拉拉赫（西班牙語：Jorge Eduardo Briz Abularach，1955年9月27日－）是瓜地馬拉政治人物，2004年7月至2006年7月擔任瓜地馬拉外交部長和瓜地馬拉商會主席。目前豪爾赫·布里茲·阿布拉拉赫擔任瓜地馬拉政黨我們能黨的黨魁。